# Magnolia Shorty
Magnolia Shorty, nome artístico de Renetta Yemika Lowe (Nova Orleans, 30 de setembro de 1982 - 20 de dezembro de 2010), foi uma rapper norte-americana. Ela foi assassinada com 26 tiros em Nova Orleães, aos 28 anos de idade.